# Ich weiß, wofür ich lebe
Ich weiß, wofür ich lebe ist ein deutsches Filmmelodram aus dem Jahre 1955 von Paul Verhoeven mit Luise Ullrich in der Hauptrolle.

## Handlung
Maria Pfluger hatte während des Zweiten Weltkriegs als Krankenschwester gearbeitet. In größter Not erwies sich Maria, die sich stets dem Schutz und der Bewahrung von Leben verpflichtet gefühlt hat, als rettender Engel, als sie zwei Kleinkinder unter ihre Fittiche nimmt. Die beiden Jungs sind im Dritten Reich in höchstem Maße in ihrer Existenz bedroht, denn Pit und Jascho sind beide jüdischen Glaubens. Nun aber, ein Jahrzehnt später, ist der Krieg längst aus, und dennoch hat Maria die beiden nunmehr Halbwüchsigen an Kindes statt angenommen und entsprechend lieb gewonnen. 
Als eine fremde Frau, die Französin Alice Lechaudier, Anspruch auf Pit und Jascho erhebt, kämpft Maria um ihre „Söhne“ wie eine Löwenmutter. Solange ein Gericht eine Entscheidung in dieser Angelegenheit sucht, sollen die Kinder in einer Fürsorgeanstalt untergebracht werden. Maria hat bislang nie über die jüdische Identität der beiden Jungs gesprochen, damit Pit und Jascho nicht vom schrecklichen Ende ihrer Eltern im Konzentrationslager erfahren. Schließlich sieht Maria keine andere Möglichkeit, als wenigstens dem Gericht die ganze Wahrheit zu erzählen, um den Grund ihres Verhaltens nachvollziehbar zu machen. Doch auch wenn sie gute Argumente vorbringt – die Justiz glaubt ihr nicht, und so spricht das Jugendgericht Madame Lechaudier das Sorgerecht für Pit und Jascho zu.

## Produktionsnotizen
Ich weiß, wofür ich lebe entstand zum Jahresbeginn 1955 in München und Umgebung, Baierbrunn und Garmisch-Partenkirchen. Die Uraufführung erfolgte am 26. Mai 1955 in Stuttgart, die Berliner Premiere war am 2. Juni desselben Jahres.
Hans Conradi hatte die Produktionsleitung. Ernst H. Albrecht entwarf die von Paul Markwitz umgesetzten Filmbauten.

## Kritiken
Der Spiegel schrieb: “Ein gefühlvoller, aber nicht süßlicher Film (Regie: Paul Verhoeven), der die aktuelle Problematik keineswegs vereinfacht, sondern eher willkürlich noch komplizierter macht. Er wagt sogar unpopuläre Rückblenden in die Zeit des Judensterbens.”
Im Lexikon des Internationalen Films heißt es: „Zeitbezogenes Drama, dessen anspruchsvolle Thematik durch allzu gefühlsträchtige Realisierung entwertet wird.“